# Новокосино (станция метро)
«Новокосино́» — станция Московского метрополитена, восточная конечная Калининской линии. Выходы станции ведут в район Новокосино (ВАО) Москвы и в город Реутов. Названа по одноимённому району. Открыта 30 августа 2012 года в составе участка «Новогиреево» — «Новокосино». Односводчатая станция мелкого заложения с одной островной платформой.

## История

### Нереализованные проекты
С 1960-х годов до 1989 года планировалось построить станцию метро «Реутово» у одноимённой железнодорожной станции.
В 2001 году был разработан проект строительства линии лёгкого метро в Новокосине. Планировалось построить 6 станций: «Новогиреево» (с пересадкой на одноимённую станцию Калининской линии), «Кетчерская», «Суздальская», «Городецкая», станцию на Носовихинском шоссе (рабочее название «Проезд 332») и «Николо-Архангельская». Однако в связи с установлением приоритета строительства линий классического метро над строительством линий лёгкого метро (впоследствии московские власти вернулись к проекту прокладки продления Калининской линии в Новокосино), а также нехваткой места под строительство станции лёгкого метро «Новогиреево» от этого проекта отказались. Ранее рассматривавшийся вариант с двумя станциями, как и вариант с веткой лёгкого метро, были отменены. Они отсутствовали и на схеме метро на 2025 год, которая была включена в Актуализированный Генплан Москвы. Было принято решение продлить Калининскую линию традиционным «глубоким» метро на одну станцию.

### Реализованный проект
В соответствии с постановлением Правительства Москвы № 961-ПП от 30 октября 2007 года «О плане метростроения в городе Москве на 2008—2010 гг.» на I квартал 2008 года были запланированы проектные работы по продлению Калининской линии на 3,23 км. Ввести станцию в эксплуатацию тогда планировалось в 2011 году.
Название станции было утверждено 24 июня 2008 года постановлением Правительства Москвы на основании предложения городской межведомственной комиссии по наименованию территориальных единиц, улиц и станций метрополитена.
Открыть станцию для пассажиров предполагалось в 2010 году, однако сроки сначала были перенесены на 2011 год, а 17 ноября 2009 года официально было заявлено, что велика вероятность переноса открытия на 2012 год. 18 сентября 2010 года мэр Москвы Юрий Лужков заявил, что станция будет открыта в середине 2012 года.

### Строительство
Строительство данной станции и перегонных тоннелей до станции «Новогиреево» вело ОАО «Трансинжстрой»: СМУ-154 выполняло проходку тоннелей, а СМУ-162 — строительство самой станции. Строительство велось с осени 2009 года и было частично приостановлено с января по май 2011 года.

#### Строительство станции
Платформенный участок возводился открытым способом из монолитного железобетона. Проектирование, производство и монтаж опалубки для станционного комплекса выполняли подразделения российской опалубочной компании «СТАЛФОРМ Инжиниринг». Основная часть тоннелей построена закрытым способом, с использованием механизированных тоннелепроходческих комплексов.
Начало работ по строительству станции намечалось на октябрь 2008 года, однако в связи с нехваткой средств к работам приступили только в середине 2009 года. До осени велась расчистка территории. В январе 2010 года началась разработка котлована под станционный участок. К лету котлован был готов и началось бетонирование.
Главная особенность архитектурного проекта станции — сводчатое железобетонное покрытие с глубокими, протяжёнными X-образными кессонами. Для бетонирования использовался специализированный механизированный опалубочный агрегат. Он состоял из 3 частей: опалубки свода, опалубки кессона и поддерживающего основания, оснащённого механизмами подъёма-перемещения. Опалубка свода была изготовлена из стальных сварных профилей и алюминиевых балок МЕГАФОРМ, обшитых ламинированной фанерой. Форму для заливки X-образных кессонов изготовили из ламинированной фанеры, укреплённой ячеистым металлокаркасом. Все опалубочные конструкции были запроектированы модульными. Это позволило монтировать, демонтировать и перемещать на новый участок бетонирования опалубку свода вместе с опалубкой кессона.
| - Забетонированный свод с кессонами - Механизированный опалубочный агрегат - Монтаж формообразователей кессонов - Передвижение опалубочного агрегата на следующую захватку - Строительство монолитного свода с кессонами - Бетонирование свода - Бетонирование платформ и свода - Строительство станции открытым способом |

#### Строительство перегонных тоннелей
Проходка тоннелей началась 18 сентября 2010 года. Первый тоннелепроходческий комплекс был запущен в сторону станции «Новогиреево». Проходка велась щитом «Людмила», по построенному с его помощью тоннелю поезда приходят из центра. 1 декабря 2010 года был запущен ещё один комплекс — «Светлана», которым был проложен тоннель для поездов в центр. Открытые перегонные тоннели сооружались на глубине 10—17 метров.
15 апреля 2011 года щит «Людмила» завершил проходку первого тоннеля, а 21 сентября 2011 года щит «Светлана» завершил проходку второго тоннеля. 2 октября 2011 года строительство обоих тоннелей было завершено. В январе-феврале 2012 года были уложены рельсы.

### Сдача в эксплуатацию
Пробный состав прошёл по участку «Новогиреево» — «Новокосино» 23 августа 2012 года в районе 12:30 утра. На нём на станцию прибыл начальник столичной подземки Иван Беседин, которому доложили о готовности станции к сдаче в эксплуатацию. Пробный поезд включал в себя путеизмеритель, вагон-лабораторию и вагоны сопровождения. Пробный состав приписан к электродепо «Планерное».
В тот же день на данной станции был введён режим метро. С 23 августа и до официального открытия поезда, следующие из центра, следовали мимо оборотных тупиков станции «Новогиреево» до станции «Новокосино». Так поезда совершали обкатку нового участка.
С 7 февраля 2011 года и вплоть до открытия движения на официальном сайте Московского метрополитена публиковалась информация об уровне готовности строящейся станции в процентах.

### Открытие
Открытие станции состоялось 30 августа 2012 года, с пятичасовой задержкой от изначального времени открытия, в 15:33. В мероприятии принял участие президент России Владимир Путин. «Новокосино» стало 186-й станцией Московского метрополитена.
Вместе с вводом станции протяжённость Калининской линии увеличилась на 3,42 км в однопутном измерении, включая тупики и ПТО за ними. Общая протяжённость линии в однопутном исчислении достигла 16,52 км. Эта станция стала последней в Московском метрополитене, проектирование и строительство которой началось при бывшем мэре Юрии Лужкове, и одной из самых долгостроящихся станций последнего десятилетия (строительство велось почти три года и почти не замораживалось).
| - Владимир Путин, Сергей Собянин, представители Правительства Москвы и руководство метрополитена на открытии станции. 30 августа 2012 года. |

## Архитектура и оформление
Проект станции разработан в 2010 году коллективом архитекторов ОАО «Метрогипротранс» под руководством архитектора Леонида Борзенкова. Все пути движения пассажиров спроектированы с учётом потребностей представителей маломобильных групп населения. Для людей со слабым зрением от вестибюлей до платформы сделаны световые и тактильные полосы. Зоны повышенной опасности обозначены световыми элементами и тактильными полосами. На станции установлены первые в Московском метрополитене пробные звуковые сигналы, оповещающие об отбытии и прибытии поездов.
Конструкция станции — односводчатая мелкого заложения. Платформа — островного типа длиной 163 м. Междупутье — 14,9 м. В отделке применяются долговечные декоративные материалы (гранит, керамические плиты, нержавеющая сталь, алюминий, стекло).
Платформенный участок станционного комплекса перекрыт плоским кессонированным сводом. Сводчатое покрытие с глубокими нишами, разделёнными диагональными рёбрами-нервюрами, визуально расширяет пространство и создаёт торжественный облик подземного дворца. Ниши окрашены в более светлый тон по сравнению с нервюрами, для которых подобран сложный серый тон. Колористическая гамма — серо-чёрно-белая. Кессоны подсвечены подвесными светильниками. Контраст тёмного и светлого, игра тени и света усиливают объёмность пластического решения.
Путевая стена представляет собой высокий цоколь у основания свода, облицованный перфорированными тёмно-серыми панелями с шумопоглощающим слоем, с отделкой из тёмного гранита. Вдоль середины платформы расположены пассажирские скамейки, совмещённые с информационными блоками.
| - Свод станции |

В городе, более полугода живущем в цветовом спектре «все оттенки серого», цвет вообще имеет огромное значение. Представьте, если вы приезжаете на невзрачную станцию и выходите в невзрачный район, то и жизнь у вас становится совсем скучная, грустная и будничная. И чтобы вы были как-то мотивированы с утра, и возвращаться домой вам было приятно, эти яркие проекты и появились. Первым было «Новокосино» — мы попробовали «играть» цветом в новых переходах и вестибюлях.

Леонид Борзенков, руководитель авторского коллектива станции "Новокосино".

## Расположение и вестибюли
Следует за станцией «Новогиреево». Два из пяти выходов станции ведут в город Реутов Московской области, хотя сама станция географически расположена в одноимённом районе Москвы, между Суздальской улицей и Носовихинским шоссе, перпендикулярно Южной улице. Со станции можно выйти на Носовихинское шоссе, Новокосинскую, Суздальскую и Городецкую улицы в Москве, а также на Юбилейный проспект, Южную улицу и улицу Котовского в Реутове. Примерно в 800 метрах от станции находится железнодорожная станция Реутово Горьковского направления МЖД.
Станция имеет два подземных вестибюля — западный и восточный. По лестницам из них можно подняться в систему подземных переходов; выходы из подземных переходов на улицу накрыты стеклянными павильонами. Оба выхода оборудованы лифтами. Лестницы накрыты асимметричными стеклянными павильонами. С одним из юго-западных павильонов совмещено помещение для отдыха локомотивных бригад.
Стены вестибюлей и пешеходных переходов облицованы плитами керамогранита на металлическом каркасе. Для западного вестибюля выбраны плиты салатового и серого цветов, основной цвет восточного вестибюля — охристо-оранжевый с серыми вставками. Подвесные потолки вестибюлей стального цвета набраны из панелей Hunter Douglas Luxalon либо Durlum Loop, за которыми размещается технологическое оборудование и светильники. В пешеходных переходах потолки оштукатурены, в поперечные ниши установлены антивандальные светильники.
Рядом с метро планировалось строительство перехватывающей стоянки для автомобилей, рассчитанной на 2000 машиномест. Кроме того, как уточнил бывший префект ВАО Н. Евтихиев, с руководством города Реутова, граничащего с восточными районами столицы, достигнута договорённость, что они также построят перехватывающую парковку аналогичной вместимости. «Паркинг необходим, чтобы жители Подмосковья, приезжающие в столицу, не бросали машины у нас во дворах», — пояснил префект. Однако к пуску станции была построена перехватывающая парковка на 500 машиномест, которую планируется расширить до 5000.
| - Турникеты - Выходы на Городецкую и Суздальскую улицы - Лестничный марш на Суздальскую улицу - Указатель в западном вестибюле |

## Путевое развитие
За станцией расположены оборотные тупики (их длина 435 метров) для оборота и отстоя подвижного состава. В тупиках оборудован пункт технического обслуживания (ПТО).

## Станция в цифрах
- Код станции — 186.
- Время открытия станции для входа пассажиров — 5 часов 35 минут, время закрытия — в 1 час ночи[28].
- Таблица времени прохождения первого поезда через станцию[29]:

| По чётным числам                | Будние дни | Выходные дни |
| По нечётным числам              | Будние дни | Выходные дни |
| В сторону станции «Новогиреево» | 05:40:00   | 05:40:00     |
| В сторону станции «Новогиреево» | 05:40:00   | 05:40:00     |

## Пассажиропоток
По информации пресс-службы Департамента транспорта и развития дорожно-транспортной инфраструктуры города Москвы, в двадцатых числах сентября 2012 года ежедневный пассажиропоток на станции составлял 57 тысяч человек. Предполагалось, что за месяц работы «Новокосино» ежедневно будут пользоваться до 80 тысяч жителей московских районов Новокосино, Косино-Ухтомский и подмосковного города Реутов. По расчётам, пассажиропоток из Реутова и ближнего Подмосковья должен был составить примерно треть от всего пассажиропотока через станцию. Сегодня[когда?] данная станция пользуется большой востребованностью как у жителей районов Новокосино и Косино-Ухтомский, так и жителей Реутова.

## Перспективы
Предполагалось, что конечной станция будет оставаться недолго. Калининская линия должна была быть продлена от станции «Новокосино» в Кожухово ещё на четыре станции: «Николо-Архангельская», «Святоозерская», «Косино-Ухтомская» и «Руднёво». Однако на оперативном совещании у мэра Москвы Сергея Собянина в конце февраля 2011 года строительство продолжения метро от станции «Новокосино» в сторону Кожухова было признано нецелесообразным. Проблема была решена строительством Некрасовской линии.

## Наземный общественный транспорт

### Городской
На этой станции можно пересесть на следующие маршруты городского пассажирского транспорта:
- Автобусы: 14, 21, 79, 502, с613, 635, 674, с694, 706, 723, 760, 760к, 773, 792, 885, н4

### Областной
- Автобусы: 142, 1064, 1123, 100, 582